# التليف الجهازي كلوي المنشأ
التليف الجهازي كلوي المنشأ (بالإنجليزية: Nephrogenic systemic fibrosis)‏ متلازمة نادرة تسبب تليفًا في الجلد والمفاصل والعينين والأعضاء الداخلية. ينتج هذا الاضطراب عن التعرض للغادولينيوم الموجود في مادة التباين الظليلة المستخدمة خلال التصوير بالرنين المغناطيسي المعتمد على الغادولينيوم (جي بي سي إيه إس) عند المرضى ضعيفي الوظيفة الكلوية. تقترح الدراسات الوبائية عدم وجود ارتباط بين إن إس إف والجنس أو الإثنية، ولا يعتقد أن هناك استعدادًا وراثيًا لهذه الحالة. أصبح هذا الاضطراب نادرًا بعد تحديد العامل المسبب لحدوثه عام 2006 وتطبيق معايير المسح والوقاية.

## العلامات والأعراض
تتطور الملامح السريرية لإن إس إف خلال أيام لأشهر من التعرض لعامل التباين الشعاعي الحاوي على الغادولينيوم، وتشمل الأعراض الأساسية ثخانة الجلد وتصلبه المترافقين مع فرط تصبغ تورمي متناظر. يتليف الجلد تدريجيًا ويلتصق باللفافة السفلية، وتبدأ الأعراض في الناحية القاصية من الطرف وتتطور باتجاه دان لتشمل الجذع أحيانًا. يصيب التقفع مفاصل الأصابع والمرفقين والركبتين بعد إصابة الجلد وقد يؤدي إلى إعاقة جسدية شديدة. تبدأ الإصابة في الجلد لكنها قد تمتد لتشمل أي عضو مثل العين والقلب والحجاب الحاجز والجنب والتامور والكليتين والرئتين والكبد.

## الأسباب
يُعد إن إس إف اضطرابًا علاجي المنشأ ينجم عن التعرض لعامل تباين يحتوي على الغادولينيوم المستخدم في التصوير بالرنين المغناطيسي.

## عوامل الخطر
ينقص ضعف الوظيفة الكلوية من تصفية عامل التباين الحاوي على الغادولينيوم، وهو عامل الخطر الأهم في تطور إن إس إف. لا يرتبط الاضطراب مع سبب القصور الكلوي أو مدته لكن تعتمد الخطورة كثيرًا على الوظيفة الكلوية المتبقية. تُشخص أغلب حالات إن إس إف لدى مرضى القصور الكلوي المزمن (سي كي دي) من الدرجة الخامسة، لكنه قد يتطور أيضًا بعد إعطاء العامل الظليل عند مرضى القصور المزمن من الدرجتين 3 و 4 والقصور الكلوي الحاد حتى بعد عودة الوظيفة الكلوية إلى طبيعتها تدريجيًا، وبالتالي يدخل إن إس إف في قائمة التشخيص التفريقي عند أي مريض تعرض للجي بي سي إيه بصرف النظر عن درجة الوظيفة الكلوية.
حُددت ثلاثة عوامل تباين أساسية تسبب حدوث إن إس إف: الغادودياميد والغادوبينتيتيت ديميغلومين والغادوفيرسيتاميد، ورغم ذلك تتوافر الغالبية العظمى من العوامل المسببة للحالات الموثقة في الأسواق. يرتفع خطر حدوث المتلازمة مع إعطاء جرعة وحيدة مرتفعة من جي بي سي إيه أو جرعات تراكمية مرتفعة منه على مدى حياة المرضى الذين يعانون من خلل وظيفة كلوية.

## الآلية
تعد إزالة استخلاب الغادولينيوم 3 مسؤولةً عن السمية المرافقة لمعقدات الغادولينيوم (مثل عوامل التباين الحاوية على الغادولينيوم)، ويبدو أنها تنجم عن الانتقال المعدني للزنك والنحاس والكالسيوم داخل الجسم الحي. دعمت تجارب الانسمام الحاد هذه الفرضية التي أثبتت أن معقدات الغادولينيوم III تصبح قاتلةً عندما تحرر كمية مساوية تمامًا من الغادولينيوم III رغم وجود مجال يبلغ 50 ضعفًا من قيمة الجرعة المميتة الوسطية لأربعة معقدات غادولينيوم. دعمت التجارب السمية تحت المزمنة على القوارض أيضًا هذه الفرضية، إذ ظهرت نتائج مجهريةً وعيانيةً مشابهة لتلك المشاهدة في عوز الزنك. يمكن أن نتوقع في ظل فرضية الانتقال المعدني أن تغيرات طفيفة في صيغة معقدات الغادولينيوم قد تؤثر على سلامة استخدامها على الجسم، وهذا ما لوحظ فعلًا في بعض التجارب.